# Yakumo (Unternehmen)

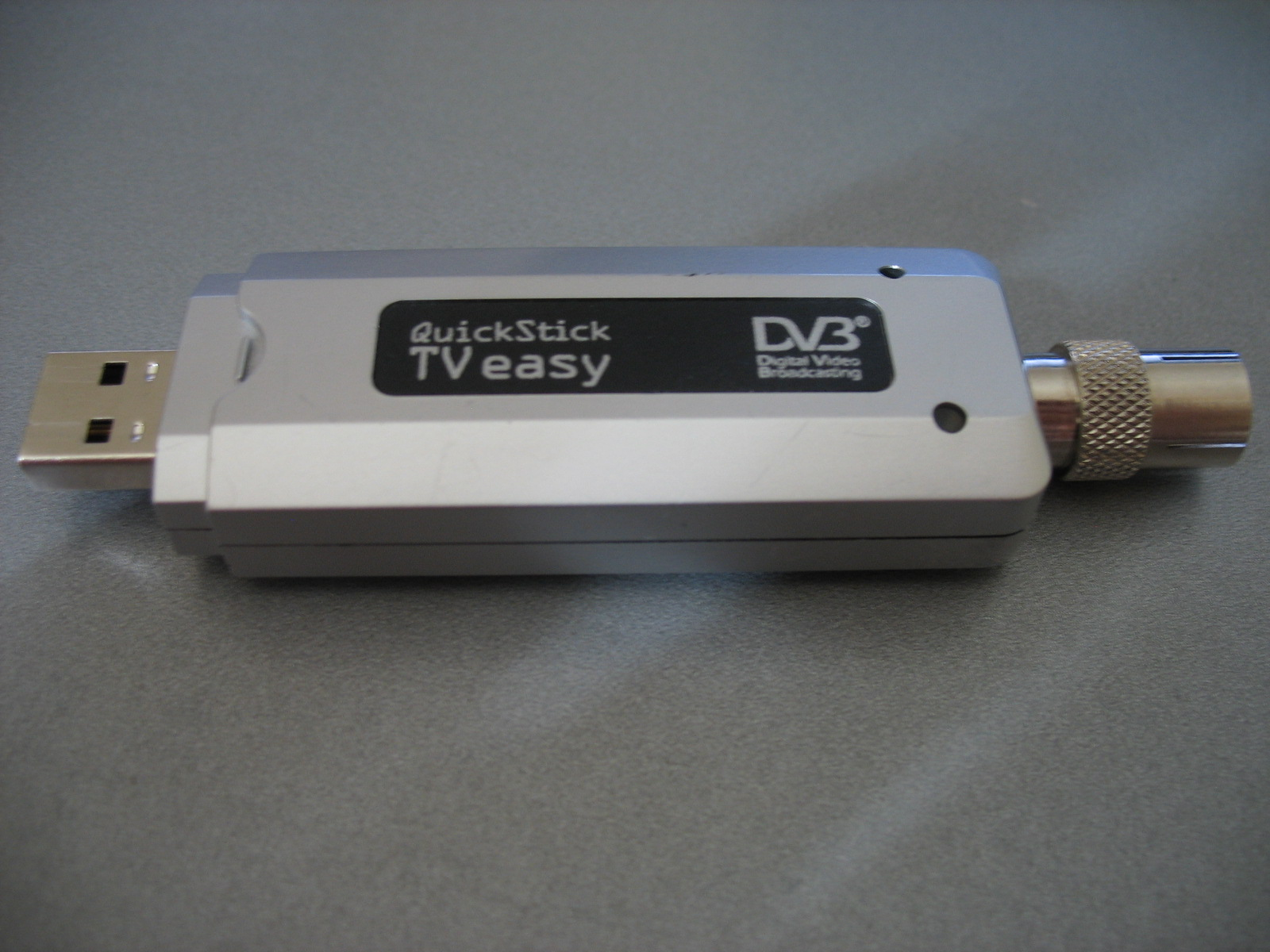
USB-DVB-T-Stick von Yakumo

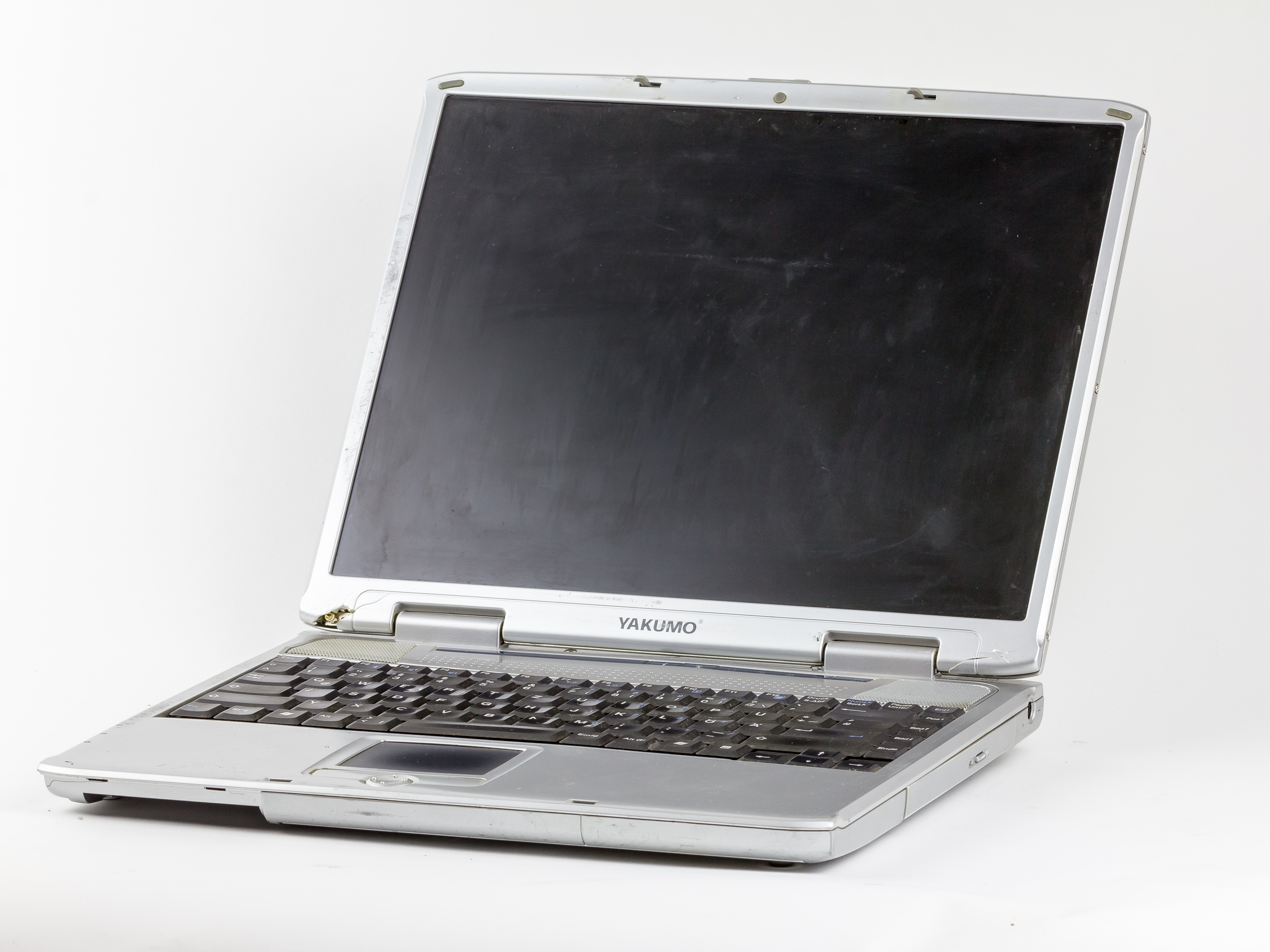
Yakumo Notebook 536S

Yakumo war ein in Braunschweig ansässiger Importeur von IT- und CE-Produkten. Die Produktpalette umfasste neben PCs, Notebooks und Monitoren auch Digitalkameras, PDAs und Navigationssysteme sowie Produkte aus dem Entertainment-Bereich. Zu Beginn des Jahres 2007 beschäftigte das Unternehmen 48 Mitarbeiter, 2010 noch 3 Mitarbeiter. Der Unternehmensname (Firma) hat keinen fernöstlichen Hintergrund, sondern ist ein Phantasiename. Er sollte ausdrücklich auf eine japanische Herkunft hinweisen, obwohl die Ware hauptsächlich aus China stammte. Seit 2007 hatte die Yakumo GmbH ihren Unternehmenssitz in Potsdam. Sie war aber nicht mehr als Handelsunternehmen tätig und ist laut Handelsregister 2014 erloschen, nachdem sie vorher an den Sitz ihrer Muttergesellschaft, der Divaco AG & Co. KG verlegt wurde.

## Vertriebswege
Fachhandel und Retail: Yakumo hatte autorisierte Fachhändler, genannt „(Premium) Yakumo Partner“, in ganz Deutschland und dem in- und außereuropäischen Ausland. Das Unternehmen belieferte daneben auch große Handelsketten wie z. B. real,-, Media Markt, Plus, Karstadt und Vobis und Internethändler wie Amazon. Nachdem von 2001 bis 2006 etwa 10 Millionen Produkte mit dem Yakumo-Logo mit einem Gesamtumsatz von etwa € 1 Mrd. verkauft waren, wurde Anfang 2007 aus wirtschaftlichen Gründen der Vertrieb eingestellt. 

## Geschäftsprinzip
Yakumo vertrieb die Geräte, stellte sie aber nicht selbst her. Ein OEM-Hersteller der Yakumo-Notebooks war z. B. Mitac. Für alle Kunden, Fachhändler und Handelsketten wickelte Yakumo Garantie und Service in Deutschland ab. Yakumo bediente sich dazu eines festen Dienstleisters in Aue (Sachsen) sowie einem Dienstleister für den Vor-Ort-Service. Die Abwicklung mit den Lieferanten, z. B. o. g. Mitac, geschah nachgelagert.

## Marke
Die Marke „Yakumo“ wurde 1989 vom Braunschweiger Computer-Großhändler Frank & Walter eingetragen. Nach dessen Insolvenz 1999 gelangte die Marke über Zwischenstationen (Siegfried Rüde, Vobis Microcomputer AG) im Jahre 2004 zur Yakumo GmbH (die bis 2007 unter Adam Riesig GmbH firmierte). Dort stehen Marke und Domains lt. Unternehmensangaben zum Verkauf. Im Vertrieb wurde zur Erhöhung der Wiedererkennbarkeit ein ebenfalls geschütztes Logo verwendet.

## Geschichte
Ursprünglich war Yakumo ein Tochterunternehmen (Yakumo Electronic GmbH Europe) und eine Marke des Braunschweiger Computer-Großhändlers Frank & Walter, der Ende 1999 insolvent wurde. 1999 meldete die Yakumo Electronic GmbH (Europe) Insolvenz an, so dass das heutige Unternehmen (Yakumo GmbH) kein Rechtsnachfolger des damaligen Unternehmens ist. Frank & Walter seinerseits gehörte seit 1997 zu dem US-amerikanischen IT-Großhändler CHS Electronics Inc., dessen finanzieller Engpass im Herbst 1999 die deutsche CHS und anschließend deren Tochter Frank & Walter und einige andere IT-Unternehmen in die (Folge-)Pleite führte.
Die Marke wurde dann eine Zeit lang nicht verwendet. Nach dem Erwerb durch die (damalige) Adam Riesig GmbH wurde die Marke wiederbelebt und für den Vertrieb von OEM-Produkten aus dem IT- und CE-Sortiment verwendet. Anfang Oktober 2006 erklärte die Maxdata AG, dass sie Yakumo übernehmen würde. Mitte Dezember gab das Unternehmen bekannt, keine Kaufabsichten mehr zu haben.
Am 23. Januar 2007 wurde den Mitarbeitern erklärt, dass das Unternehmen liquidiert werde, obwohl Geschäftsführer Jürgen Rakow noch am Vortag gegenüber der Fachhandelszeitschrift Computer Reseller News Gerüchte über Schließungen dementiert hatte.  
Am 28. Januar 2007 wurde bekannt, dass das Unternehmen Yakumo endgültig vor der Schließung stehe. Der Vertrieb wurde eingestellt, noch vorrätige Ware verkauft. Es wurden alle Gewährleistungs- und Garantiefälle abgewickelt. Die Mitarbeiterstärke wurde von 48 (Stand Anfang 2007) auf 3 (Stand Mitte 2010, mit Geschäftsleitung) verringert. Das Unternehmen war allerdings nach eigenen Angaben nicht insolvent.
Seit 2007 war die Yakumo GmbH in Potsdam ansässig, ab 2013 in Langenburg unter der Adresse der Divaco AG & Co. KG, im Juli 2014 wurde die Yakumo GmbH durch eine Verschmelzung mit der „ARIS GmbH“ (ebenfalls Langenburg) gelöscht.

## Hardware
- Omikron, Pocket PC
- Quickstick TV Easy
- Navigationsgeräte wie EazyGo